# Pljevlja
Pljevlja (Serbio: Пљевља;  Turco: Taşlıca) es una ciudad situada en el norte de Montenegro muy cerca de las fronteras con Serbia y con Bosnia y Herzegovina, es la capital del municipio homónimo así como la tercera más poblada del país. Según los datos del censo realizado en el año 2011 cuenta con una población de 19.136 habitantes repartidos en un área de 1.346 km².

## Historia
Los primeros pobladores de la zona llegaron en la última Edad de Hielo y vivieron en las cuevas que se encuentran en los montes cercanos a la ciudad. En esta zona también habitaron los romanos en un principio y más tarde alguno de los muchos Pueblos eslavos. La zona fue conquistada por el Imperio otomano en el siglo XV y anexionada al Reino de Montenegro en 1913. Después de la Primera Guerra Mundial la ciudad pasó a formar parte del Reino de Yugoslavia que más tarde se convertiría en la Yugoslavia. En el año 2006 Montenegro se independizó de Serbia y Pljevlja pasó a ser una ciudad montenegrina.

## Demografía
Pljevlja es el centro administrativo del municipio de mismo nombre que cuenta con 30.786 habitantes según el censo realizado en el año 2011. La ciudad en si cuenta con 19.136 habitantes lo que la sitúa como la tercera ciudad más grande del país, siendo además la única población de su municipio que supera los 1000 habitantes.
La distribucíon étnica de ese mismo censo indicó que un 57,07% de la población era de origen serbio, un 24,34% era montenegrina, un 6,91% bosnia, un 5,69 musulmana y el 5,70% era de alguna otra raza o no declaraba sus orígenes.
| 6.101 | 7.202 | 10.552 | 14.511 | 17.440 | 20.889 | 21.377 | 19.136 |

## Economía
En la ciudad se encuentra la única planta termal del país que proporciona energía al 45% de los hogares y la única mina que produce el 100% del carbón de Montenegro. A la riqueza municipal también aportan las industrias de Zinc y Plomo así como las forestales. El queso de la zona es considerado una gran delicatessen. 
En los últimos años también se está promocionando mucho desde la localidad el turismo ecológico así como el turismo de invierno.

## Deporte
El deporte más popular en la ciudad tanto a nivel profesional como aficionado es el fútbol en el que destaca el F. K. Rudar que milita en la Primera División de Montenegro y que posee en su palmarés un Campeonato de Liga así como tres Copas de Montenegro, siendo el club más laureado de ésta competición.
Otros deportes como el baloncesto o el patinaje también son populares entre la población pero carecen de un representante a nivel profesional.

## Transportes
La ciudad se encuentra comunicada por carretera con algunas de las principales ciudades cercanas como:
- Belgrado en Serbia por la carretera del noreste.
- Sarajevo en Bosnia y Herzegovina por la carretera del noroeste.
- Podgorica en Montenegro por la carretera del sur.